# 루이스 차베스
루이스 헤라르도 차베스 마가욘(스페인어: Luis Gerardo Chávez Magallón, 1996년 1월 15일 ~ )은 멕시코의 축구 선수이다. 포지션은 미드필더이다. 현재 러시아 프리미어리그의 디나모 모스크바 소속이다.